# 綠尾低紋鮨
綠尾低紋鮨，為輻鰭魚綱鱸形目鱸亞目鮨科的其中一種，分布於中西大西洋海域，棲息深度3-23公尺，體長可達12.7公分，生活在珊瑚礁區，為底棲性魚類，屬肉食性，生活習性不明。